# Марадона, Дальма
Да́льма Нере́а Марадо́на (исп. Dalma Nerea Maradona; род. 2 апреля 1987, Буэнос-Айрес) — аргентинская актриса, старшая дочь чемпиона мира по футболу 1986 года Диего Армандо Марадоны.

## Биография
Дальма Марадона родилась 2 апреля 1987 года в Буэнос-Айресе в семье чемпиона мира по футболу 1986 года Диего Армандо Марадоны и его супруги Клаудии Вильяфанье. 
Дебютировала на телеэкране в 1997 году, сыграв в детском телесериале «Cebollitas» девочку-футболистку Софию, снявшись в 178 эпизодах сериала. В 2005 году она дебютировала в театре, сыграв в спектакле «Красная Шапочка и Волк» постановки Бродвейского театра главную роль. 
В 2008 году Дальма дебютировала в кино, сыграв одну из главных ролей в фильме «Ярость». Затем в её карьере последовали множество ролей в разных сериалах и фильмах, среди которых были «Берега», «Четыре из кубков» и «Арендаторы».

## Образование и личная жизнь
В 2011 году закончила Университетский институт искусств (IUNA), получив степень бакалавра актерского мастерства. 
31 марта 2018 года Дальма вышла замуж за своего бойфренда Андреса Кальдарелли, с которым встречалась в течение пяти лет. 12 марта 2019 года у пары родился первый ребёнок – дочь, получившая имя Рома.